# Erebus hieroglyphica
Erebus hieroglyphica là một loài bướm đêm trong họ Erebidae.

## Hình ảnh

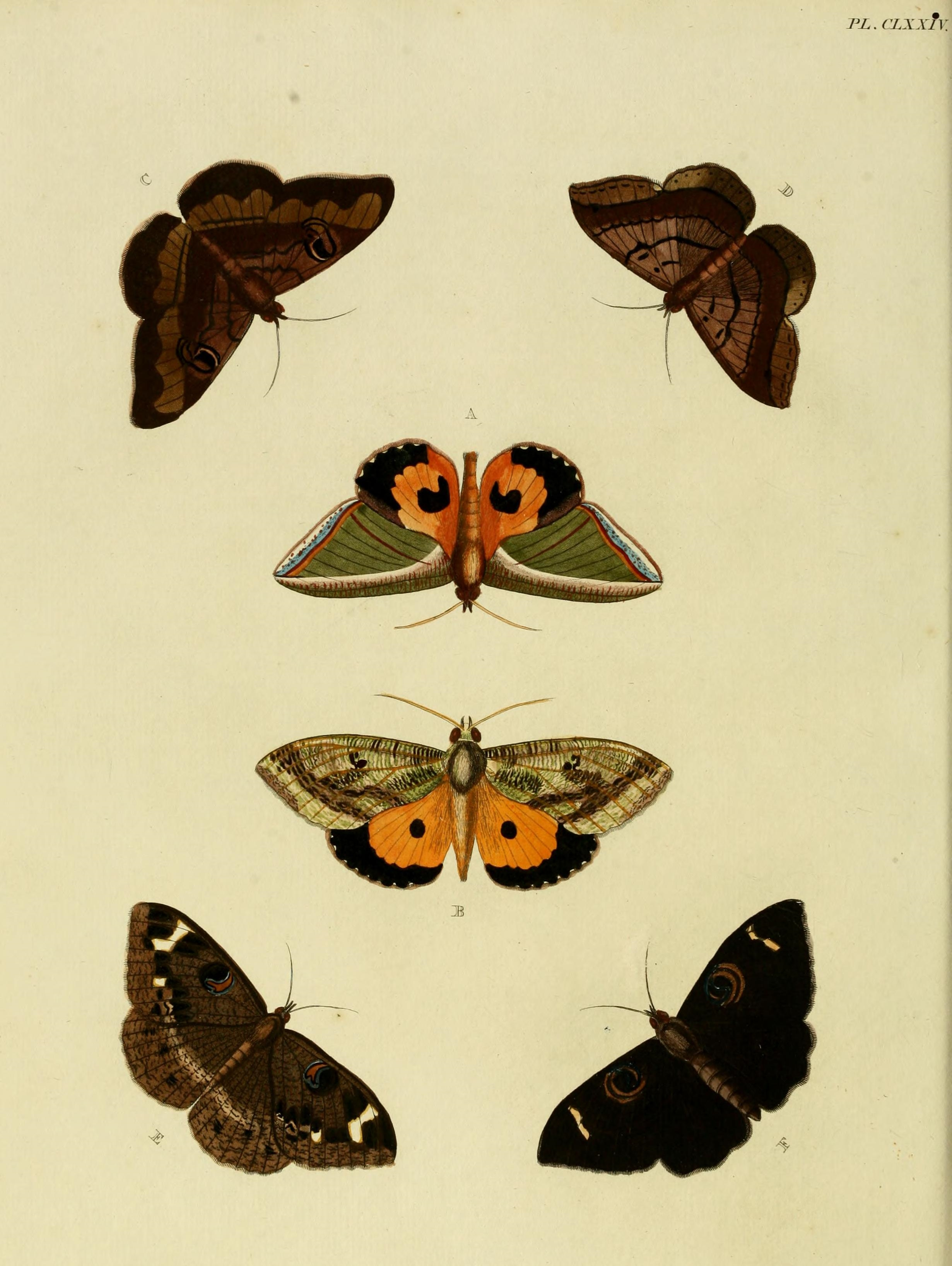